# Peter Petrič
Peter Petrič, pripadnik 3. bataljona 21. brigade Teritorialne obrambe Republike Slovenije, * 18. januar 1954, † 28. junij 1991, Brnik. 
V dneh slovenske osamosvojitvene vojne je imel nalogo zavarovati morebiten prehod oklepnih enot Jugoslovanske ljudske armade proti reki Savi ter preprečiti desant na brniško letališče. 
28. junija 1991 so položaje slovenskih teritorialcev odkrili pripadniki agresorske armade in jih z oklepnimi enotami tudi napadli. Ponoči se je tankom ob letališču približal Peter Petrič, streljal na poveljniški tank s tromblonsko mino, ranil poveljnika in pri tem izgubil življenje. Po umiku ob napadu je bil Petrič pogrešan, najden je bil šele 4. julija 1991. 
Po njem nosi ime vojašnica Slovenske vojske v Kranju. Junija 2019 so veterani vojne za Slovenijo padlemu soborcu postavili spominsko obeležje v gozdu nasproti Brniškega letališča.

## Odlikovanja in nagrade
Leta 1992 je posmrtno prejel častni znak svobode Republike Slovenije z naslednjo utemeljitvijo: »za izjemne zasluge pri obrambi svobode in uveljavljanju suverenosti Republike Slovenije«.